# Korrupcióellenes világnap

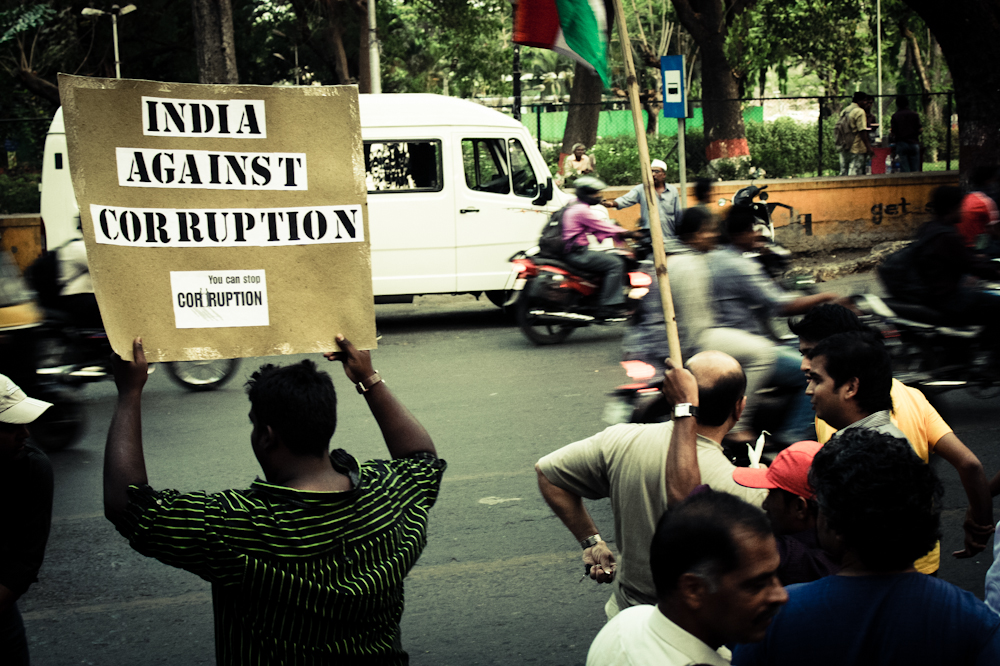
Korrupcióellenes világnap

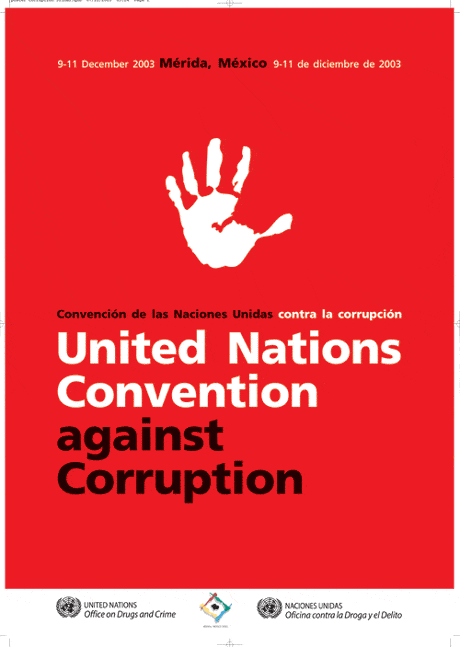
ENSZ egyezmény a korrupció ellen

A korrupcióellenes világnapot minden év december 9-én rendezik az ENSZ Korrupció Elleni Egyezményének 2005. decemberi hatályba lépése óta.

## Háttér
Az Egyezmény szerint az ENSZ
"aggodalommal tekintve arra, hogy a korrupció súlyos gondot és fenyegetést jelent a társadalmak stabilitására és biztonságára, aláássa a demokrácia intézményeit és a demokratikus értékeket, az erkölcsi értékeket és az igazságosságot, továbbá veszélyezteti a fenntartható fejlődést és a jogállamiságot”
és az Egyezményt hatalommal ruházza fel annak érdekében, hogy képes legyen
„elősegíteni és megerősíteni a korrupció hatékonyabb és hatásosabb megelőzésére és felszámolására irányuló intézkedéseket; elősegíteni, megkönnyíteni és támogatni a nemzetközi együttműködést és technikai segítségnyújtást a korrupció megelőzése és a korrupció ellen folytatott harc során […]; elősegíteni a közügyekben és a köztulajdonnal kapcsolatban a becsületességet, a számonkérhetőséget és a közügyek és köztulajdon helyes kezelését.”

## Your No counts kampány
A „Your No counts” kampány az ENSZ Fejlesztési Programja és az ENSZ Kábítószer-ellenőrzési és Bűnmegelőzési Hivatala által közösen indított rendezvény, melynek célja felhívni a figyelmet a korrupcióellenes világnapra (december 9.), valamint bővíteni a korrupcióval és az ellene való harccal kapcsolatos ismereteket.
A 2009-es közös nemzetközi kampány központi témái között szerepelt az, hogy a korrupció milyen akadályokat állít a Millenniumi Fejlesztési Célok megvalósulása elé, hogyan ássa alá a demokráciát és a jogállamiságot, hogyan vezet el az emberi jogok megsértéséhez, a verseny torzításához, az életminőség romlásához, illetve a szervezett bűnözés, terrorizmus és az emberiség biztonságát egyéb módon fenyegető veszélyek virágzásához.

## Átláccó Fesztivál
A Transparency International Magyarország 2009-ben és 2010-ben Átláccó Fesztivál néven oktatási-kulturális programsorozatot rendezett a korrupcióellenes világnap alkalmából.

## Lásd még
- Transparency International

## Külső hivatkozások
- A Transparency International Magyarország honlapja
- A Transparency International Magyarország első Átláccó Fesztiváljának lapja
- A Transparency International Magyarország második Átláccó Fesztiváljának lapja